# Литинский уезд
Ли́тинский уе́зд — административная единица в составе Подольской губернии, существовавшая c 1796 по 1923 год. Центр — город Литин.

## География
Уезд располагался на севере губернии. На востоке и юге граничил с Винницким уездом, на юго-западе с Могилевским, на западе с Летичевским уездами Подольской губернии, на северо-западе с Староконстантиновским и на севере с Новоград-Волынским и Житомирским уездами Волынской губернии.

## Население
По переписи 1897 года население уезда составляло 210 502 человек, в том числе в городе Литин — 9420 жит., в заштатных городах Хмельник — 11 657 чел., Сальница — 3699 жит.

### Национальный состав
Национальный состав по переписи 1897 года:
- украинцы (малороссы) — 175 007 чел. (83,1 %),
- евреи — 24 051 чел. (11,4 %),
- русские — 6368 чел. (3,0 %),
- поляки — 4348 чел. (2,1 %),

## Административное устройство
На 1904 год уезд имел следующее административное устройство:
- Багриневская волость
- Овсяницкая волость
- Качановская волость — Качановка
- Кожуховская волость
- Литинецкая волость
- Межировская волость[укр.]
- Пилявская волость
- Сосонская волость
- Старосинявская волость
- Терешполская волость
- Улановская волость
- Хмельницкая волость
- Яновская волость